# Государственные премии Молдавской ССР

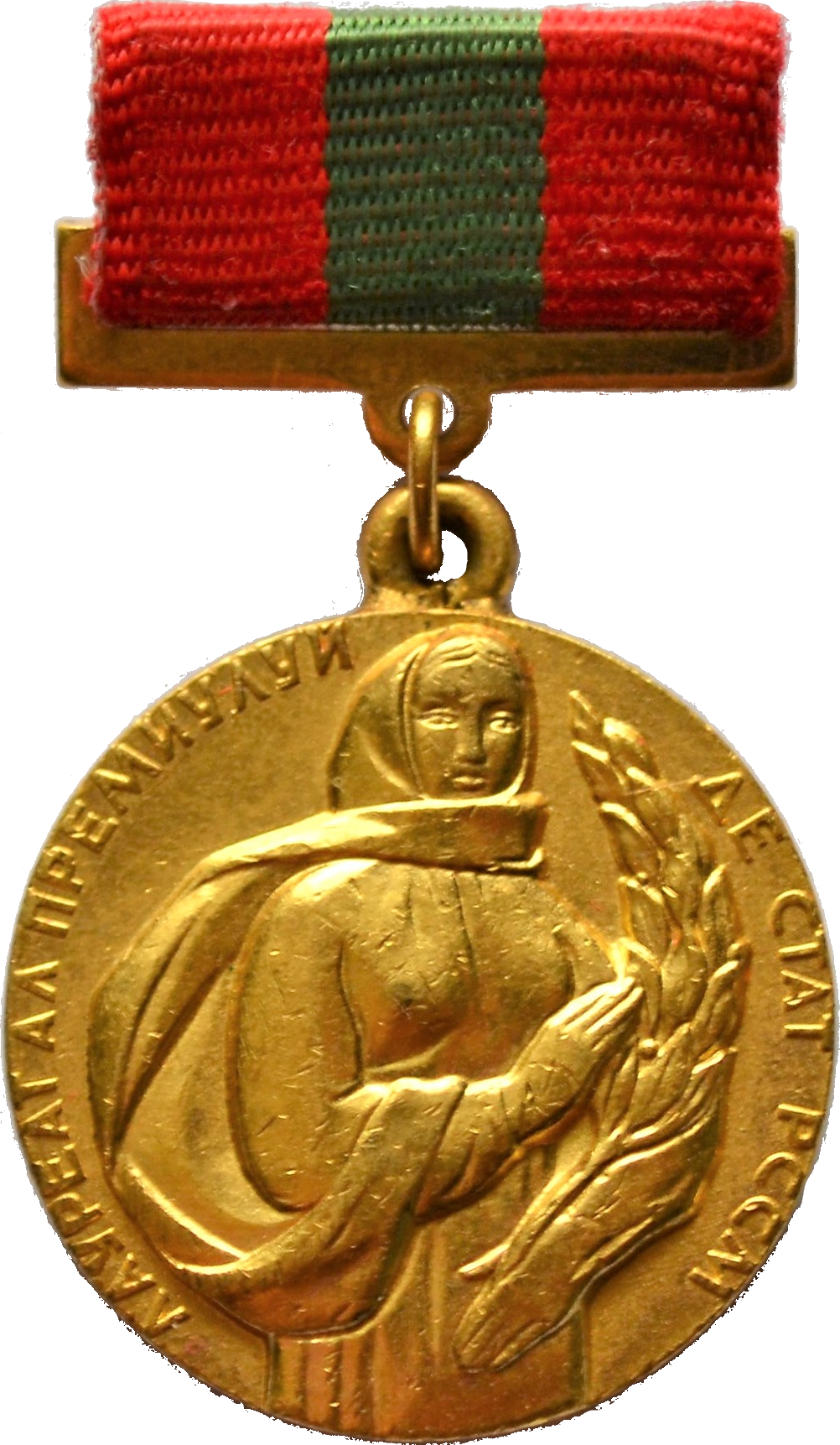
Медаль Госпремии МССР

Государственные премии Молдавской ССР (рум. Премий де Стат ал РСС Молдовенешть, Premii de Stat al RSS Moldovenești) — ряд премий, учреждённых ЦК Коммунистической партии Молдавии и Советом Министров Молдавской ССР «в целях стимулирования творческой и научной работы». Лицам, удостоенным Государственной премии Молдавской ССР, присваивалось звание «Лауреат Государственной премии Молдавской ССР», вручалась медаль, диплом и удостоверение лауреата.

## Государственная премия Молдавской ССР в области литературы, искусства и архитектуры
Премия в области литературы и искусства была учреждена 26 апреля 1965 года. С 12 апреля 1976 года стала вручаться и за достижения в области архитектуры.
Премия вручалась за выдающиеся произведения художественной литературы, литературоведения, искусствоведения, музыки, изобразительного искусства, исполнительное мастерство, оригинальные театральные постановки, художественные кинофильмы, произведения архитектуры.
На 1 января 1984 года этой премии были удостоены 72 человека.

### 1966
- Богдеско, Илья Трофимович — за серию линогравюр «Родина моя», «Песня», «Призыв», за рисунок «Протест» и иллюстрации к книге Иона Крянгэ «Пунгуца ку дой бань» («Кошелёк с двумя денежками»).
- Буков, Емилиан Нестерович — за книгу стихов «Зиле де азь, зиле де мыне» («День настоящий, день грядущий»).
- Лазарев, Эдуард Леонидович — за музыку к балету «Антоний и Клеопатра».

### 1967
- Григорашенко, Леонид Павлович — за серию акварелей и гравюр «За власть Советов!».
- Друцэ, Иван Пантелеевич — за роман «Баладе дин кымпие» («Степные баллады», 1-я часть дилогии «Бремя нашей доброты»), пьесу «Каса маре» и повесть «Ултима лунэ де тоамнэ» («Последний месяц осени»).
- Лункевич, Сергей Александрович — за концертную программу, посвящённую 50-летию Великой Октябрьской социалистической революции, и высокое мастерство исполнения сольных номеров этой программы.
- Лупан, Андрей Павлович — за книгу стихов «Леӂя гэздуирий» («Закон гостеприимства»).
- Няга, Георгий Степанович — за Вторую симфонию.

### 1968
- Биешу, Мария Лукьяновна — за исполнительскую деятельность (оперы «Пикова дама», «Аида», «Чио-Чио-сан»).
- Загорский В. Г. — за Рапсодию для скрипки, двух фортепиано и группы ударных инструментов.
- Кобизева, Клавдия Семёновна — за скульптурную композицию «Освобождённая земля».

### 1970
- Дубиновский, Лазарь Исаакович — за скульптурную трилогию «Отцы и дети», портрет Хо Ши Мина, серию портретов и скульптурную часть памятникa Штефану Няге.
- Мокану, Спиридон Спиридонович — за исполнительское мастерство (танцы «Котовцы», «Жок», «Весёлый Пэкалэ», «Баба мя», «Наковальня», «По дороге в Кишинёв» и другие).
- Чобану, Ион Константинович — за роман «Подуриле» («Мосты»).
- Штирбу, Кирилл Антонович — за исполнение роли Ленина в спектакле музыкально-драматического театра имени А. С. Пушкина «Именем революции, вспомни!».

### 1972
- Гуртовой, Тимофей Иванович — за концертные программы симфонической музыки, исполненные в 1969—1971 гг.
- Крецу И. К. — за переводы «Поднятой целины» М. А. Шолохова, «Мёртвые души» Н. В. Гоголя и сборника «Из мировой поэзии».
- Менюк, Георгий Николаевич — за сборник рассказов «Дельфин».
- Чоколов С. С. — за цикл декоративной керамики, созданный в 1967—1971 гг.

### 1974
- Боцу, Павел Петрович — за книгу стихов «Касэ ын Буӂяк» («Дом в Буджаке»).
- Гарштя, Вера Александровна — за концертную программу 1972—1973 гг.
- Руссу-Чобану, Валентина Георгиевна — за произведения живописи «В. И. Ленин и Н. К. Крупская», «Дети и спорт», «Визит врача» и «Луноход».

### 1976
- Виеру, Игорь Дмитриевич — за живописные произведения «Балада деспре пэмынт» («Баллада о земле», триптих), «Ноапте де юлие» («Июльская ночь»), «Реколтаря» («Жатва»), «Грижь де примэварэ» («Весенние заботы»).
- Георгицэ, Дмитрий Ефимович — за песни последних лет: «Мындреште-те Молдовэ» («Гордись, Молдавия»), «Слэвеск Молдова ши партидул» («Славлю Молдавию и партию»), «Плаюле юбит», («Край любимый»), «Фэт-Фрумос, орашул меу» («Красавец, город мой»), «Кувынтул луй Ильич» («Слово Ильича»), «Де вяцэ ноуэ» («Для новой жизни»).
- Иовицэ, Владимир Игнатьевич, Калашников, Виталий Анатольевич, Волонтир, Михай Ермолаевич, Ковриг В. А. — за художественный фильм «Дмитрий Кантемир».
- Истру, Богдан Спиридонович — за поэму «Татарбунар».
- Руснак К. В. — за концертную пьесу для оркестра народных инструментов «Сэрбэторяска» («Праздничная»).
- Чиботару С. С. — за монографию «Формирование социалистического реализма в молдавской литературе (1917—1941 гг.)».

### 1978
- Бешлягэ, Владимир Васильевич. — за роман «Акасэ» («До́ма»).
- Виеру, Григорий Павлович — за сборник стихов для детей «Ун верде не веде» («Зелёное око»).
- Греку, Михаил Григорьевич — за картины «На берегах Енисея», «Хлеб и солнце», «Ворота старого Орхея», «Раскопки в Бутученах» и серию «Сельские пейзажи».
- Подоляну И. И., Шкуря И. Г., Валентина Избещук, Карачобану, Дмитрий Савельевич, Тодорашко, Евгения Фёдоровна — за спектакль «Пе ун пичор де плай» («Земля»), поставленный в республиканском театре «Лучафэрул».
- Соломинов Г. В., Гарвардт В. Г, Рошка И. Н., Фищук П. Т. — за архитектуру комплекса жилых зданий из монолитного железобетона в Кишинёве.

## Государственная премия Молдавской ССР в области науки и техники
Премия в области науки и техники была учреждена 29 марта 1971 года.
Премия присуждалась за научные исследования, вносящие крупный вклад в развитие отечественной науки, за работы по созданию и внедрению в народное хозяйство республики наиболее прогрессивных материалов, машин и механизмов; за новые высокопроизводительные технологические процессы; за внедрение передового производственно-технического опыта, имеющего большое народнохозяйственное значение; за глубокие теоретические исследования по вопросам государственного и хозяйственного строительства и марксистско-ленинской науки.
На 1 января 1984 года этой премии были удостоены 211 человек.

### 1972
- Андрунакиевич В. А., Белоусов В. Д., Рябухин Ю. М. — за цикл работ по современной алгебре.
- Афтенюк С. Я., Будак И. Г., Визер Б. К., Гросул Я. С., Лазарев А. М., Левит И. Э., Мохов Н. А., Руссев Е. М., Советов П. В., Стратиевский К. В., Трапезников С. П., Фролов Н. П., Черепнин Л. В., Шемяков Д. Е. — за двухтомный труд «История Молдавской ССР».
- Бабий В. Д., Воловский С. Л., Кайраков Е. Х., Козловский Л. Н., Лехтеров В. В., Терюхов А. Т. — за проектирование и строительство аграрно-промышленного комплекса племсовхоза «Данченский» Кутузовского района.
- Артемьев А. С., Загинайло Н. Н., Ильенко Т. С., Карбинская Е. Н., Маштакова А. Х., Стрельникова Т. Р., Харькова А. П. — за работу «Новые сорта овощных культур, выведенные селекционерами Молдавского научно-исследовательского института орошаемого земледелия и овощеводства».

### 1974
- Бадинтер Е. Я., Драбенко И. Ф., Заборовский В. И., Зеликовский З. И., Высокий П. А., Кибенко В. Д., Мирошниченко В. С., Фрухтман М. Л., Димитраки С. Н., Меркулов А. А., Чебан В. Г. — за создание и промышленное освоение организациями и предприятиями Молдавской ССР электроизмерительных приборов и элементов на основе литого микропровода.
- Заморзаев-Орлеанский А. М., Макаров В. С. — за цикл работ по современным вопросам дискретной геометрии.
- Козуб Г. И., Авербух Б. Я., Дементьева О. В., Саенко Н. Ф. — за создание высокопроизводительных поточных установок и разработку рациональных способов хересования виноматериалов с целью интенсификации процесса производства молдавских хересных вин.
- Кузнецов Я. Г., Рябоконь-Негрецкая Л. В., Иванченко П. Ф., Осипов В. П., Кубарский Б. С., Цуркан М. А. — за разработку нового способа получения и внедрения в животноводство республики высокоактивного биологического препарата витамина B12 — ПАБК.

### 1977
- Анестиади В. Х., Зота Е. Г., Руссу С. П. — за цикл работ по функциональной морфологии, гистоэнзимологии и ультраструктуре сердечно-сосудистой системы.
- Антонов В. А., Большаков А. И., Остапенко В. И., Руденко Н. А., Табенский В. И., Зубрилин А. М., Морошниченко А. Г., Микотин Е. Е., Тимофеев Б. А., Чербынцев В. Н. — за разработку и создание промышленного производства и внедрение в народное хозяйство гаммы полуавтоматических машин для литья в кокиль чёрных и цветных сплавов.
- Воскобойник И. Д., Гучь Ф. А., Жушко В. Г., Парасюк И. П., Вайн Л. И., Гладыш И. П., Попов И. Н., Решетник В. Д., Чернецкая А. С. — за разработку и внедрение методов селекции, гибридизации, воспроизводства и новой технологии при индустриализации свиноводства (цикл работ).
- Глушко К. Б., Бостан И. А., Гольдштейн П. Х., Карабыло В. И., Петрусевич К. Н., Жало В. В. — за разработку и внедрение автоматических установок для приготовления и раздачи питательных смесей телятам в крупных животноводческих комплексах.
- Лупашку М. Ф., Прокофьева И. В. — за разработку и внедрение системы интенсивного полевого кормопроизводства в Молдавской ССР.
- Соколова С. А., Налетова О. Д., Патерило Г. А., Соколов Б. В. — за разработку и внедрение основ промышленной культуры персика в Молдавии.

### 1979
- Берсукер И. Б. — за цикл работ по пульсирующим заторможенным движениям и туннельным эффектам в молекулах и кристаллах.
- Грекул А. В. — за монографии «Расцвет молдавской социалистической нации» и «Ынфлориря нацией сочиалисте молдовенешть».
- Корлэтяну Н. Г. — за учебники «Лимба молдовеняскэ литерарэ контемпоранэ: лексиколоӂия» («Современный литературный молдавский язык: лексикология»), «Исследование народной латыни и её отношений с романскими языками» и «Фонетика лимбий молдовенешть литераре контемпоране» («Фонетика современного литературного молдавского языка»).
- Пологов Г. Ф., Блашку А. И., Клименко В. П., Валяева Г. П., Юров Л. Л. — за разработку и внедрение в промышленных масштабах высокоэффективных полимерных фольгированных диэлектриков и стеклопластиков для печатного монтажа и аппаратуры сверхвысокочастотного диапазона.
- Сибирский К. С., Щербаков Б. А. — за исследования по качественной теории дифференциальных уравнений.